# Eremo di San Cataldo
L'eremo di San Cataldo è un piccolo oratorio incavato nella roccia calcarea alle pendici di una montagna, poco fuori dal paese di Cottanello, in provincia di Rieti. È annoverato tra i monumenti naturali della regione Lazio.

## Storia
È difficile stabilire l'epoca di insediamento del primo romitorio all'interno della cavità rocciosa, non esistono fonti certe; gli studiosi hanno pareri discordi: alcuni sostengono che sia antecedente al X secolo, altri lo fanno risalire al XI secolo e lo descrivono come rifugio e luogo di eremitaggio dei frati benedettini residenti nell'abbazia di Farfa, da cui si allontanavano a volte per darsi alla contemplazione e alla predicazione nel territorio di Cottanello. A loro vengono attribuiti gli antichi affreschi che ne abbelliscono le pareti, dipinti fra il XII e XIII secolo. 

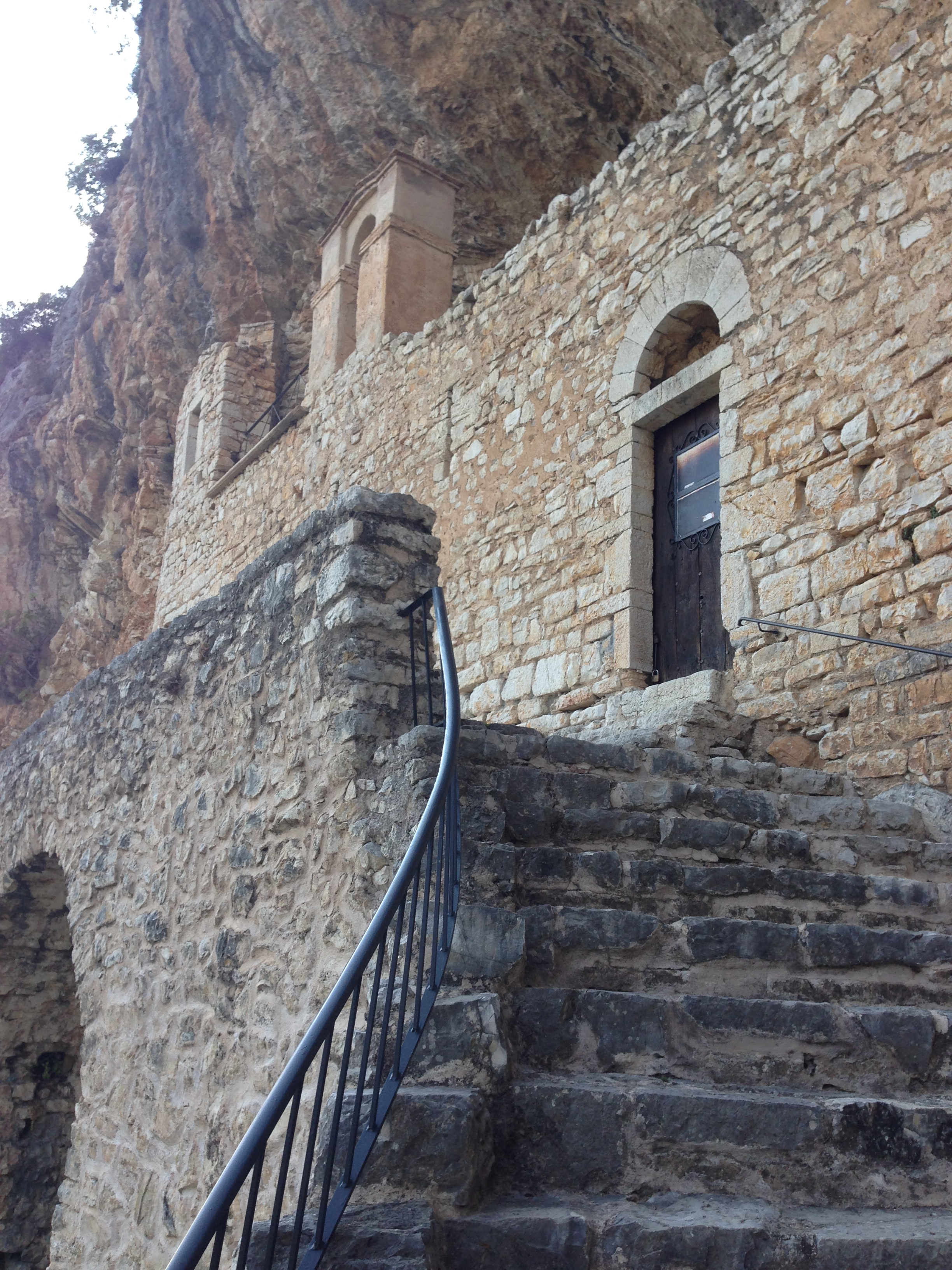
La scala d'accesso e l'ingresso lunettato

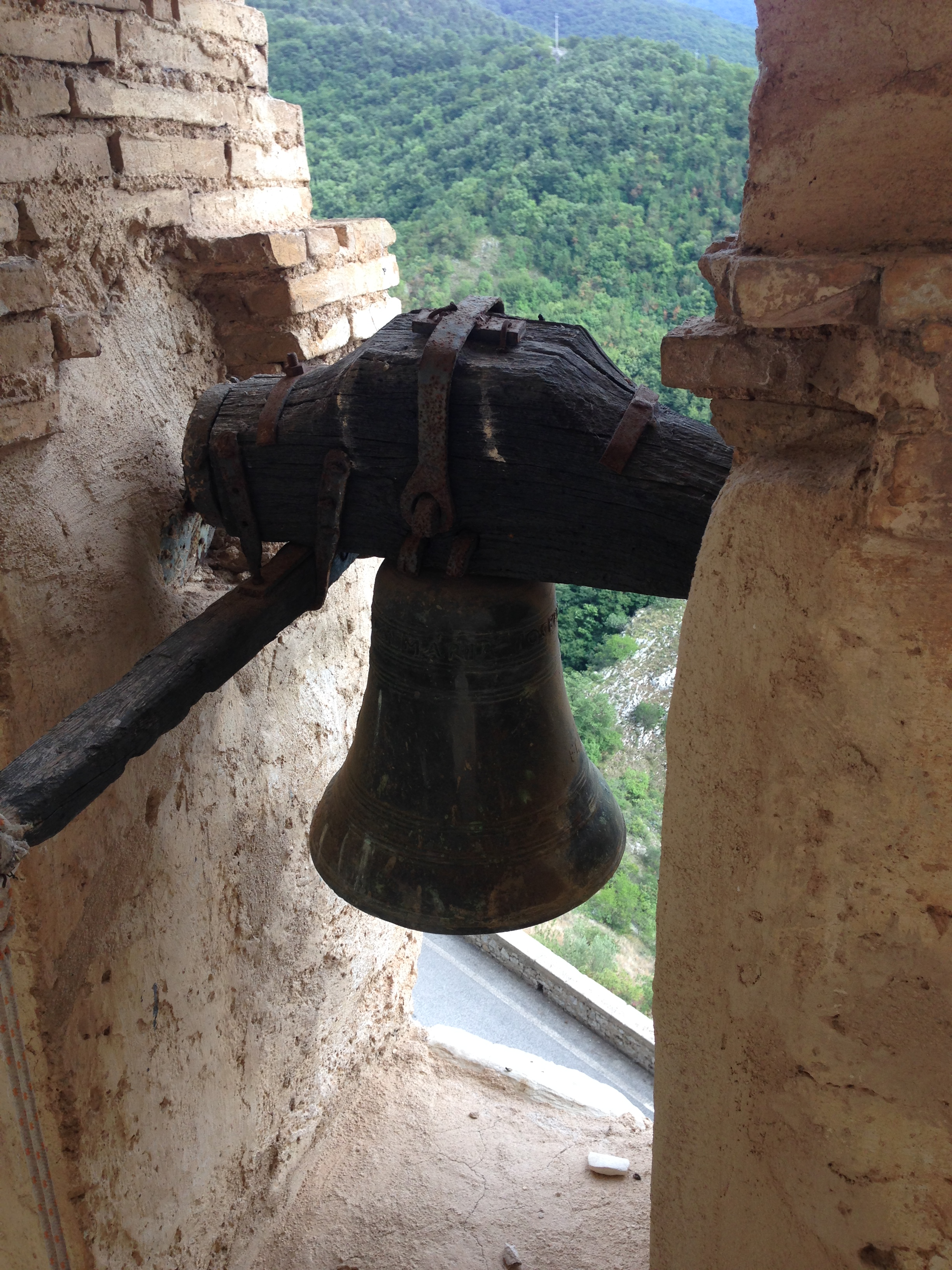
Campanile a vela

Il primo cenno del santuario si trova in una descrizione redatta in occasione della visita pastorale del cardinale Gabriele Paleotti avvenuta nel 1594, mentre non se ne fa cenno alcuno nelle note di una visita precedente, quella del cardinale Ispano avvenuta nel 1343. 
Alla fine del settecento un'altra visita, quella del cardinale Andrea Corsini, aggiunge altre importanti informazioni. L'ecclesiastico arrivò all'eremo nel 1781 e descrisse una struttura un po' diversa dall'attuale: un ambiente sontuoso, frequentato assiduamente dai fedeli di tutto il territorio; un insieme di edifici articolati, una campana di bronzo, numerose tabelle votive, una pala d'altare raffigurante San Cataldo; all'esterno una stradina in pessime condizioni, quasi impraticabile, e due scalinate d'accesso, forse usate nei giorni di maggior afflusso in modo alternativo, una per salire, l'altra per scendere.
Per secoli il santuario venne gestito dalla compagnia di S.S. Andrea e Cataldo, che grazie a cospicue rendite assicurava la manutenzione e le regolari celebrazioni eucaristiche; le attività quasi cessarono del tutto e il deterioramento e il degrado divennero quanto mai evidenti all'inizio dell'Ottocento, per aggravarsi ulteriormente nei decenni successivi.

## San Cataldo
L'eremo risulta associato al nome di san Cataldo a partire dal XVI secolo. 
Il motivo di tale dedicazione rimane sconosciuto. Secondo la tradizione il vescovo di Rochau si sarebbe rifugiato in questo luogo per sfuggire alla persecuzione ariana dopo il Concilio di Nicea nel 325 d.C. Ma tale evento non ha alcun fondamento; ciò che si conosce è che, provenendo dalla Palestina, in seguito ad un naufragio approdò a Taranto, dove rimase e morì; venne tumulato nella cattedrale e successivamente venerato patrono della città.
Forse furono gli stessi benedettini a dedicare l'eremo al santo, emozionati del clamoroso rinvenimento del suo corpo avvenuto nel 1094, durante la ricostruzione della cattedrale tarantina distrutta nel 927 dai Saraceni; oppure la venerazione potrebbe essere arrivata in paese grazie a qualche abitante assoldato nel 1503 dalle truppe spagnole nell'ambito della Guerra d'Italia del 1499-1504, combattuta anche in Puglia.
Di fatto San Cataldo fu sempre molto amato e celebrato dai cottanellesi, tanto che anche la chiesa all'inizio del paese, oggi dedicata a San Luigi, un tempo era a lui intitolata. Fu nominato comprotettore di Cottanello insieme a Sant'Andrea apostolo.

## Descrizione

### L'esterno
Si presenta incastonato in un alveo naturale del monte a circa 10 m. d'altezza a strapiombo sulla strada provinciale SP 45, che a sua volta affaccia su un ripido pendio il cui terreno sprofonda fino al torrente Aia. Il fronte su strada è semplice, privo di apparati decorativi, solo alcune piccole feritoie. Una ripida scala in pietra, realizzata nel 1888, facilita l'accesso alla piccola porta d'ingresso, sormontata da una lunetta e preceduta da tre gradini; da qui la vista si perde verso l'antico castello di Cottanello e va oltre, verso il monte Soratte e le pianure romane e viterbesi.
L'intero complesso appare sostenuto da una sostruzione caratterizzata da tre grandi arcate a tutto sesto, ed è sovrastata da una smisurata roccia che le fa da copertura. Intorno bosco, ulivi e piante selvatiche.

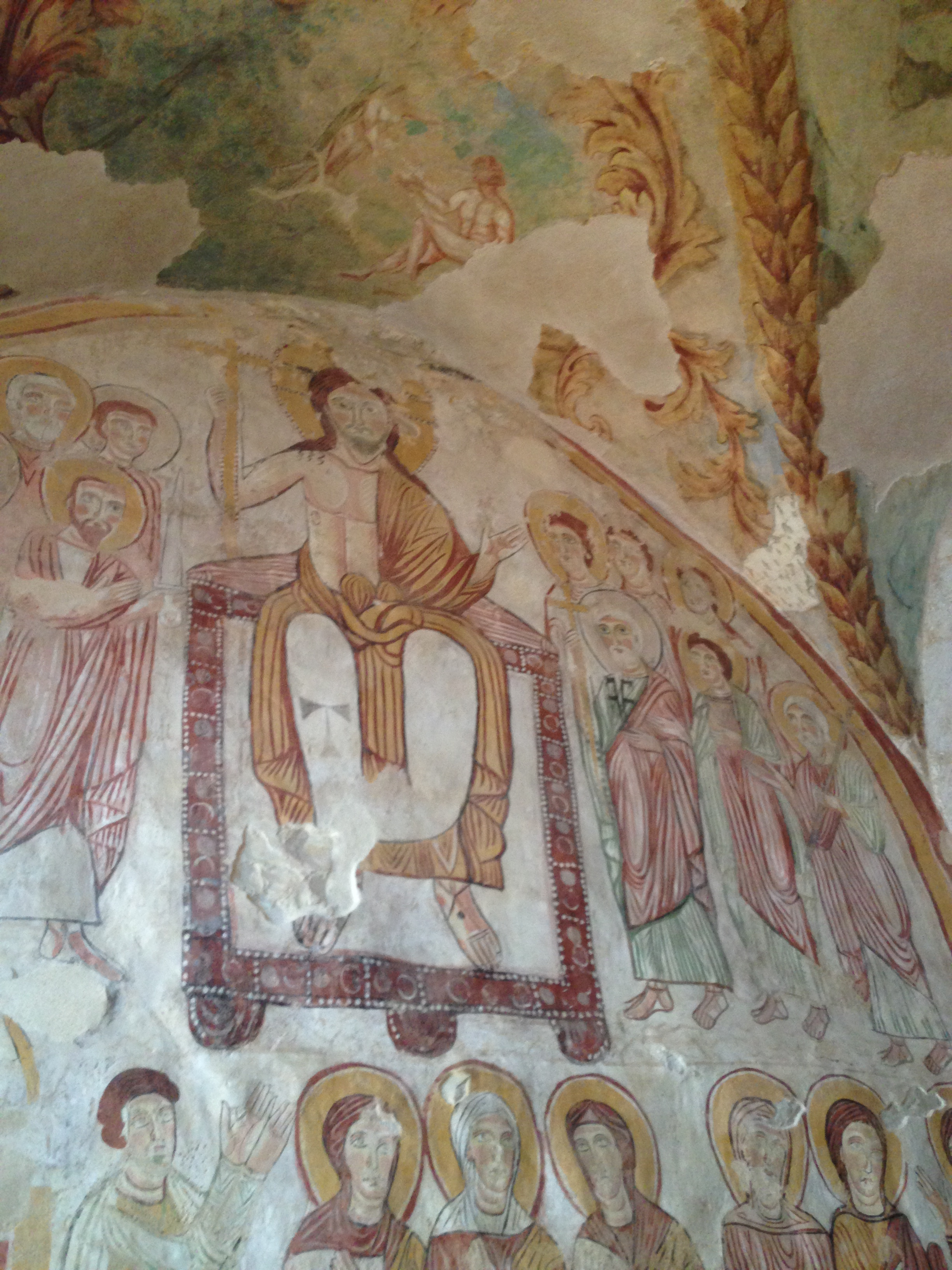
Particolare dell'affresco Il Redentore benedicente

È probabile che la costruzione nel 1888 dell'attuale strada provinciale abbia comportato tagli sulla roccia e quindi l'annullamento di antiche mulattiere utilizzate anche da San Francesco per giungere fin qui da Greccio, parte del cosiddetto Cammino di Francesco.

### L'interno
La piccola chiesa, che un tempo faceva parte di un edificio composto da più stanze, è lunga 6 m. e larga 3,35; ha forma irregolare, condizionata dalla roccia naturale. Si compone di due vani separati da un arco a tutto sesto: 
- il primo è un piccolo vestibolo a cielo aperto, poiché nel corso dei secoli il muro che lo ricopriva e che faceva da solaio alle stanze superiori, è crollato. Le pareti erano ornate da affreschi, ma anch'essi sono andati in gran parte distrutti. Sul pavimento sono disposte alcune panche di legno a disposizione dei fedeli. Sul lato destro un'antica scala scavata nella roccia porta al piano superiore.
- il secondo vano è una cappellina absidata, scavata nella roccia, protetta da una vetrata che recentemente ha sostituito una precedente cancellata in ferro battuto[10][11]. Il pavimento è rialzato rispetto a quello del primo ambiente. La volta a crociera che lo ricopre è divisa in quattro vele all'interno delle quali sono raffigurati episodi della Genesi. Lo spazio è illuminato da due finestrelle. Sul lato destro una piccola apertura quadrangolare reca in cima un'iscrizione scolpita: "Qui riposava il capo di San Cataldo". Ai lati le raffigurazioni del santo. Sulla sinistra un grande affresco del XII secolo in stile bizantino occupa tutta la parete, riproduce il Redentore benedicente. Al centro si trova un piccolo altare con sopra un blocco irregolare in marmo rosso di Cottanello.

In entrambi gli ambienti sono rimasti residui sporadici di intonaco dipinto che definiscono un contesto di ex voto, probabilmente di poco successivo alla realizzazione delle opere murarie.

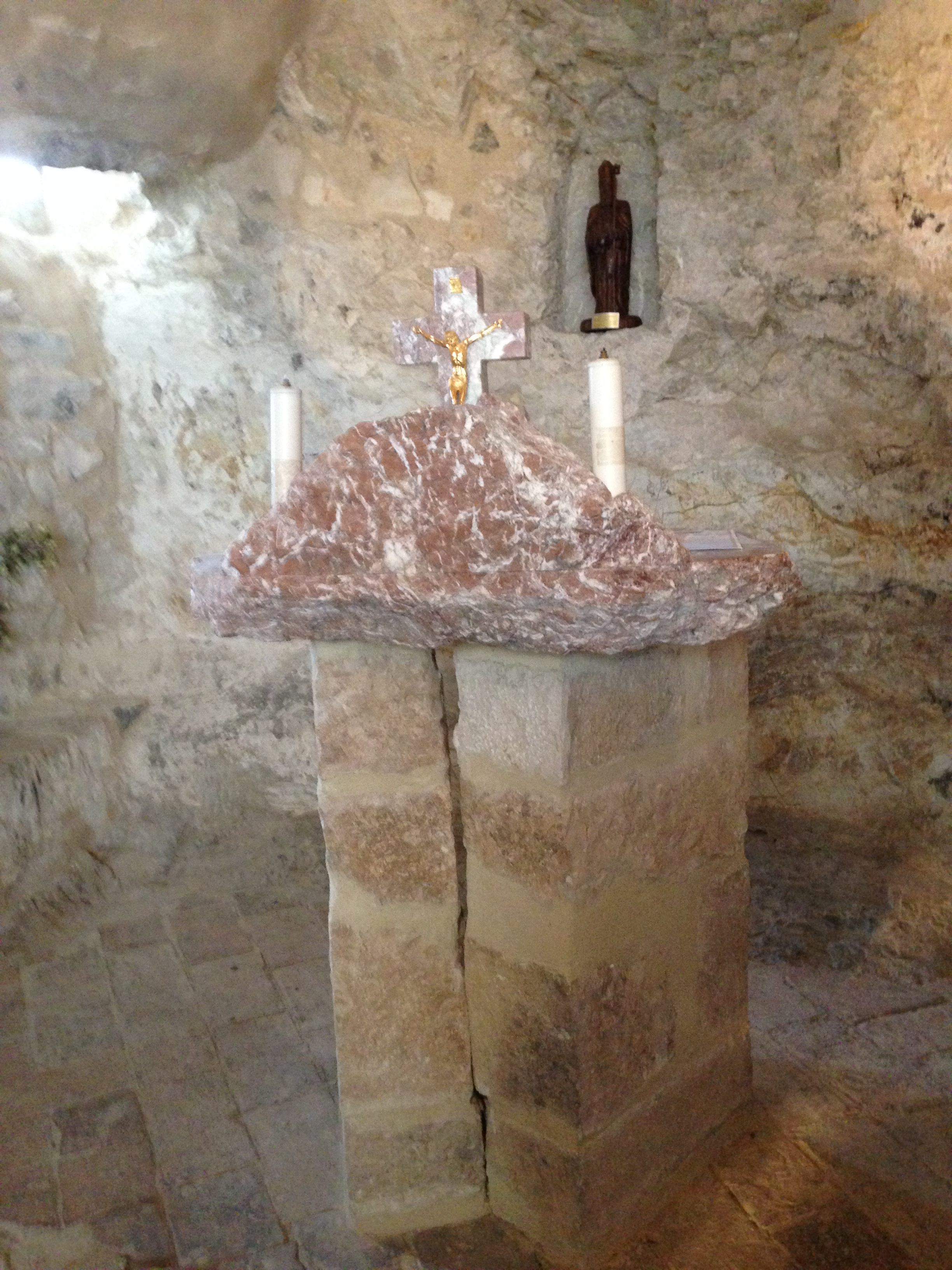
Altarino in marmo rosso di Cottanello

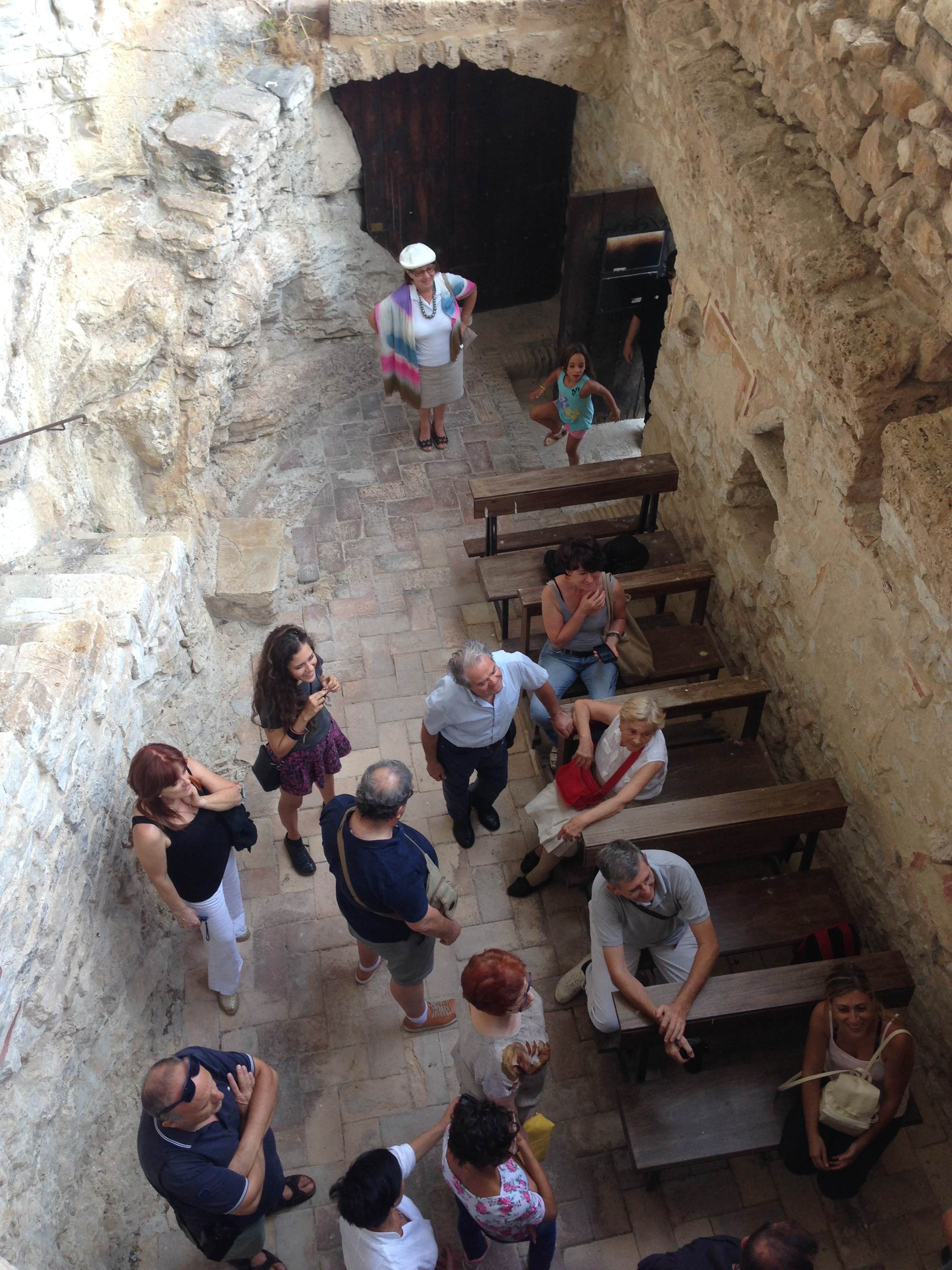
Eremo di San Cataldo

### Il piano superiore
Al piano superiore sono rimasti solo un piccolo campanile a vela con campana in bronzo e un vano scoperto che affaccia sull'oratorio, protetto da una ringhiera; un muro curvilineo interrotto da due finestre, ne delimita il lato a sud-est. La campana nella faccia interna reca incise le parole Jesus e Maria, dettaglio già riportato dal cardinale Corsini in occasione della sua visita.

## Gli affreschi
Nel XVII secolo gli antichi affreschi vennero coperti da altre pitture in stile barocco, considerate di scarso valore.
La scoperta di quelli più vecchi, ritenuti i più antichi della Sabina, fu del tutto casuale: una mina fatta esplodere dai tedeschi durante la ritirata del 1944 sulla sottostante strada provinciale, mandò in frantumi i tre strati sovrapposti, realizzati in secoli diversi, di intonaco dipinto. Riaffiorarono quasi per intero le precedenti pitture. La Soprintendenza ai monumenti e scavi di Roma nel 1950 si occupò del ripristino degli interni e delle decorazioni pittoriche, il cui restauro venne affidato ad Arnolfo Crucianelli.

### Il Redentore benedicente
L'affresco antico più importante, risalente al XII secolo, è in stile bizantino e occupa l'intera parete di sinistra della chiesetta; riproduce il Redentore seduto su un alto trono che con la mano destra regge una croce e con l'altra, aperta alla maniera greca, benedice gli apostoli, disposti intorno a lui, sei per lato. La benedizione è rivolta anche a sei sante, disegnate più in basso, allineate in devoto raccoglimento, precedute dall'offerente della pittura. La cifra grafica del viso del Redentore ricorda alcune opere spoletine: il Cristo crocifisso di Alberto Sotio, conservato al Duomo di Spoleto, alcune immagini dipinte nelle chiesa di San Paolo inter vineas, altre nella Basilica di San Gregorio Maggiore, altre ancora nella cripta di Sant'Ansano.
Sul ginocchio destro del Redentore è dipinto il Tau, segno biblico di salvezza, eseguito a tempera. Alcuni studiosi ipotizzano che sia stata disegnata da San Francesco nel 1217, quando si soffermò per un certo periodo ad evangelizzare il territorio sabino. Scelse come appoggio un rifugio sulla vetta dei monti Grandi, dove in sua memoria nel 1712 Clemente XI fece costruire un piccolo edificio.

### Gli affreschi più recenti
In basso a sinistra un affresco di epoca successiva, rimasto in situ nonostante la detonazione, rappresenta Madonna col Bambino. È invece andata persa, frantumata, un'immagine dipinta di Cottanello vista dall'eremo, documentata da foto precedenti il 1944.
La volta a crociera della cappellina è decorata in stile barocco da motivi vegetali e da alcune scene della storia della Genesi, Adamo ed Eva nel paradiso terrestre. Sulla volta di destra è dipinta la Vergine col Bambino affresco datato 1444.
Sui due pilastri all'ingresso si trovano due dipinti raffiguranti Sant'Agostino e San Tommaso d'Aquino.
Importanti restauri, che hanno arrestato il progressivo degrado delle opere pittoriche superstiti, sono stati effettuati nel 1950, nel 2005, 2008 e 2010.